# Scoppieto
Scoppieto is een plaats (frazione) in de Italiaanse gemeente Baschi ten zuiden van de stad Arezzo.
Scoppieto ligt op 12 km van de stad Todi, in de Romeinse tijd een belangrijke kolonie gesticht onder keizer Augustus. 

## Pottenbakkerij
Op een lemig plateau boven de rivier de Tiber nabij het huidige dorp Scoppieto verrees tijdens de regering van Augustus in de late 1e eeuw v.Chr. een grote pottenbakkerij, deels ondergebracht in een voormalige, verlaten, rechthoekige tempel. Deze tempel was mogelijk was gewijd geweest aan de godheid Dionysus van wie een bronzen beeldje in de buurt werd gevonden. Bij deze pottenbakkerij werd ook een dorp voor de handwerkers aangelegd. Vondsten van  grove, dikwandige keramische waar als grote vooraadpotten (dolio) en wijnamforen deden de opgravers vermoeden dat dit de vroegste productie op dit terrein betreft. 
Evenals in het Romeinse Arezzo werd in dit plattelandsatelier al spoedig voornamelijk meest dunwandig, rood-oranje bakkend en ook van reliëfversiering voorzien aardewerk geproduceerd (sinds 1855 aangeduid als terra sigillata) dat van hieruit werd verscheept als zeer gewilde (en modieuze) tafelwaar naar het nabijgelegen Rome, maar ook veel verder naar bijvoorbeeld Sardinië, Gallië (Zuid-Frankrijk), Alexandrië in Noord-Egypte en naar Portugal. 
Naast terra sigillata produceerde men zwart gepolijste waar, olielampen en tegels. Namen van pottenbakkers uit Scoppieto, gestempeld onder op het aardewerk, zijn ook buiten Italië teruggevonden. Meer dan vijftig namen van pottenbakkers uit Scoppieto zijn bekend. De twee meest voorkomende zijn die van twee broers die de zaak in Scoppieto waarschijnlijk een tijdlang beheerden: Lucius Plotidius Por[...] en Lucius Plotidius Zosimus.  Zo'n dertig ambachtslieden werkten in het hoofdatelier binnen de oude tempelmuren in een rij achter elkaar gezeten aan een houten, sneldraaiend pottenbakkerswiel (niet teruggevonden) dat was gevat in een steenblok met uitgespaard gat (in situ te zien) en naast elke man stond een stenen kist (bewaard) waarin volgens een theorie klei werd bewaard, volgens een andere hout werd verbrand, als het in het gebouw te koud werd. Uit putten werd water gehaald en via in de grond gelegde stenen en aardewerk waterleidingen rondgeleid onder meer om de ter plaatse gedolven klei te kunnen bevochtigen. Plattegronden van vier ronde (vroeger koepelvormige) bakovens zijn op het terrein te bezichtigen. 
In ca. 80-90 na Chr. sloot deze pottenbakkerij. Vanaf de 2e eeuw na Chr. werd op dit terrein alleen gewoond en daarna vanaf de 4e eeuw weer andersoortige keramiek vervaardigd. 
Het geheel werd en wordt sinds 1995 opgegraven door het Dipartemento di scienze storiche dell'antichita dell'Universita di Perugia. Vondsten zijn ter plekke te bezichtigen en ook in het gemeentelijke Antiquarium van Baschi.